# Stazione di Èze-sur-Mer
La stazione di Èze-sur-Mer è una fermata ferroviaria della linea Marsiglia-Ventimiglia a servizio dell'omonimo comune situato nel dipartimento delle Alpi Marittime, regione Provenza-Alpi-Costa Azzurra.
La fermata ha due binari per servizio viaggiatori.
È servita da TGV e dal TER PACA (Treno regionale della PACA)
La sua apertura all'esercizio avvenne nel 1866.